# Gran Premio de Gran Bretaña de Motociclismo de 1990
El Gran Premio de Gran Bretaña de Motociclismo de 1990 fue la undécima  prueba de la temporada 1990 del Campeonato Mundial de Motociclismo. El Gran Premio se disputó el 5 de agosto de 1990 en el circuito de Donington Park.

## Resultados 500cc
Podio compuesto únicamente por pilotos estadounidenses. Kevin Schwantz consigue su quinto triunfo de la temporada, precediendo a Wayne Rainey y Eddie Lawson. En la clasificación general, Rainey mantiene 27 puntos de ventaja sobre Schwantz.
| Pos.     | Piloto               | Moto   | Tiempo    | Pts. |
| -------- | -------------------- | ------ | --------- | ---- |
| 1        | Kevin Schwantz       | Suzuki | 47.15.770 | 20   |
| 2        | Wayne Rainey         | Yamaha | 47.17.908 | 17   |
| 3        | Eddie Lawson         | Yamaha | 47.25.206 | 15   |
| 4        | Michael Doohan       | Honda  | 47.56.153 | 13   |
| 5        | Niall Mackenzie      | Suzuki | 48.15.378 | 11   |
| 6        | Randy Mamola         | Cagiva | 48.23.420 | 10   |
| 7        | Juan Garriga         | Yamaha | 48.37.156 | 9    |
| 8        | Christian Sarron     | Yamaha | 48.38.454 | 8    |
| 9        | Jean-Philippe Ruggia | Yamaha | 48.42.155 | 7    |
| 10       | Ron Haslam           | Cagiva | 48.51.319 | 6    |
| 11       | Alex Barros          | Cagiva | 48.51.811 | 5    |
| 12       | Eddie Laycock        | Honda  | 2 Vueltas | 4    |
| 13       | Marco Papa           | Honda  | 2 Vueltas | 3    |
| 14       | Andreas Leuthe       | Honda  | 2 Vueltas | 2    |
| 15       | Cees Doorakkers      | Honda  | 4 Vueltas | 1    |
| Ret      | Wayne Gardner        | Honda  | Ret       |      |
| Ret      | Carl Fogarty         | Honda  | Ret       |      |
| DNS      | Sito Pons            | Honda  | DNS       |      |
| Sources: |                      |        |           |      |

## Resultados 250cc
El italiano Luca Cadalora obtuvo la tercera victoria de la temporada por delante del japonés Masahiro Shimizu y el alemán Helmut Bradl. En la clasificación general, aprovechando el retiro de su máximo rival John Kocinski, el español Carlos Cardús lo adelante en el liderato con 4 puntos de ventaja.
| Pos. | Piloto               | Moto     | Tiempo    | Pts. |
| ---- | -------------------- | -------- | --------- | ---- |
| 1    | Luca Cadalora        | Yamaha   | 42.39.173 | 20   |
| 2    | Masahiro Shimizu     | Honda    | 42.42.289 | 17   |
| 3    | Helmut Bradl         | Honda    | 42.47.258 | 15   |
| 4    | Dominique Sarron     | Honda    | 42.55.668 | 13   |
| 5    | Carlos Cardús        | Honda    | 43.00.351 | 11   |
| 6    | Jacques Cornu        | Honda    | 43.04.367 | 10   |
| 7    | Adrien Morillas      | Aprilia  | 43.05.142 | 9    |
| 8    | Àlex Crivillé        | Yamaha   | 43.11.605 | 8    |
| 9    | Martin Wimmer        | Aprilia  | 43.20.468 | 7    |
| 10   | Jochen Schmid        | Honda    | 43.20.618 | 6    |
| 11   | Didier de Radiguès   | Aprilia  | 43.21.189 | 5    |
| 12   | Harald Eckl          | Aprilia  | 43.32.489 | 4    |
| 13   | Alan Carter          | Honda    | 43.40.801 | 3    |
| 14   | Paolo Casoli         | Yamaha   | 43.48.701 | 2    |
| 15   | Alberto Puig         | Yamaha   | 43.52.696 | 1    |
| 16   | Marcellino Lucchi    | Aprilia  | 43.56.647 |      |
| 17   | Andreas Preining     | Aprilia  | 44.01.595 |      |
| 18   | Bernard Haenggeli    | Aprilia  | 44.04.190 |      |
| 19   | José Barresi         | Yamaha   | 1 Vuelta  |      |
| 20   | Alberto Rota         | Aprilia  | 1 Vuelta  |      |
| 21   | Urs Jücker           | Yamaha   | 1 Vuelta  |      |
| Ret  | Wilco Zeelenberg     | Honda    | Ret       |      |
| Ret  | John Kocinski        | Yamaha   | Ret       |      |
| Ret  | Renzo Colleoni       | Aprilia  | Ret       |      |
| Ret  | Bernd Kassner        | Honda    | Ret       |      |
| Ret  | Jean Foray           | Yamaha   | Ret       |      |
| Ret  | Loris Reggiani       | Aprilia  | Ret       |      |
| Ret  | Hans Becker          | Yamaha   | Ret       |      |
| Ret  | Jorge Martínez Aspar | JJ Cobas | Ret       |      |
| Ret  | Andrea Borgonovo     | Aprilia  | Ret       |      |
| Ret  | Rachel Nicotte       | Yamaha   | Ret       |      |
| Ret  | Kevin Mitchell       | Yamaha   | Ret       |      |
| Ret  | Erich Neumair        | Yamaha   | Ret       |      |
| DNS  | Carlos Lavado        | Aprilia  | DNS       |      |
| DNS  | Alain Bronec         | Aprilia  | DNS       |      |
| DNS  | Corrado Catalano     | Aprilia  | DNS       |      |

## Resultados 125cc
A los 17 años y 123 días, el italiano Loris Capirossi obtiene el récord del ganador de un Gran Premio más joven del Mundial. Por detrás de él, otro italiano Doriano Romboni, segundo, y el holandés Hans Spaan, tercero. Con esta victoria, Capirossi escala a lo más alto de la clasificación general por delante del alemán Stefan Prein con cuatro puntos de ventaja.
| Pos. | Piloto               | Moto      | Tiempo    | Pts. |
| ---- | -------------------- | --------- | --------- | ---- |
| 1    | Loris Capirossi      | Honda     | 42.13.640 | 20   |
| 2    | Doriano Romboni      | Honda     | 42.17.920 | 17   |
| 3    | Hans Spaan           | Honda     | 42.20.003 | 15   |
| 4    | Jorge Martínez Aspar | JJ Cobas  | 42.27.551 | 13   |
| 5    | Stefan Prein         | Honda     | 42.30.144 | 11   |
| 6    | Maurizio Vitali      | Gazzaniga | 42.32.641 | 10   |
| 7    | Steve Patrickson     | Honda     | 42.39.558 | 9    |
| 8    | Fausto Gresini       | Honda     | 42.42.207 | 8    |
| 9    | Julián Miralles      | JJ Cobas  | 42.46.055 | 7    |
| 10   | Herri Torrontegui    | Honda     | 42.49.810 | 6    |
| 11   | Robin Milton         | Honda     | 42.50.463 | 5    |
| 12   | Adi Stadler          | JJ Cobas  | 42.50.576 | 4    |
| 13   | Dirk Raudies         | Honda     | 42.50.729 | 3    |
| 14   | Hisashi Unemoto      | Honda     | 42.50.870 | 2    |
| 15   | Ralf Waldmann        | Rotax     | 42.56.327 | 1    |
| 16   | Johnny Wickström     | JJ Cobas  | 42.56.430 |      |
| 17   | Kinya Wada           | Honda     | 42.57.320 |      |
| 18   | Robin Appleyard      | Honda     | 43.03.464 |      |
| 19   | Flemming Kistrup     | Honda     | 43.11.220 |      |
| 20   | Manuel Herreros      | JJ Cobas  | 43.12.769 |      |
| 21   | Stefan Kurfiss       | Honda     | 43.22.444 |      |
| 22   | Jaime Mariano        | Honda     | 43.24.444 |      |
| 23   | Antonio Sánchez      | JJ Cobas  | 43.24.577 |      |
| 24   | Manuel Hernández     | Honda     | 43.37.498 |      |
| 25   | Hans Koopman         | Honda     | 43.37.619 |      |
| 26   | Luis Miguel Reyes    | Gazzaniga | 43.37.625 |      |
| Ret  | Alessandro Gramigni  | Aprilia   | Ret       |      |
| Ret  | Bruno Casanova       | Honda     | Ret       |      |
| Ret  | Heinz Lüthi          | Honda     | Ret       |      |
| Ret  | Allan Scott          | Honda     | Ret       |      |
| Ret  | Domenico Brigaglia   | Honda     | Ret       |      |
| Ret  | Emilio Cuppini       | Honda     | Ret       |      |
| Ret  | Mike Leitner         | Honda     | Ret       |      |
| Ret  | Alfred Waibel        | Honda     | Ret       |      |
| Ret  | Hervé Duffard        | Honda     | Ret       |      |
| Ret  | Gabriele Debbia      | Aprilia   | Ret       |      |
| DNQ  | Josef Fischer        | Rotax     | DNQ       |      |
| DNQ  | Hubert Abold         | Rotax     | DNQ       |      |
| DNQ  | Stefan Dörflinger    | Aprilia   | DNQ       |      |
| DNQ  | Jos van Dongen       | Honda     | DNQ       |      |
| DNQ  | Bady Hassaine        | Honda     | DNQ       |      |
| DNQ  | Stuart Edwards       | Honda     | DNQ       |      |
| DNQ  | Peter Öttl           | Rotax     | DNQ       |      |
| DNQ  | Peter Galvin         | Honda     | DNQ       |      |
| DNQ  | Stefan Brägger       | Aprilia   | DNQ       |      |
| DNQ  | Taru Rinne           | Honda     | DNQ       |      |
| DNQ  | Luis Álvaro          | Honda     | DNQ       |      |
| DNQ  | Paolo Priori         | Grossi    | DNQ       |      |
| DNQ  | Gabriele Gnani       | Gnani     | DNQ       |      |
| DNQ  | Javier Arumi         | Honda     | DNQ       |      |
| DNQ  | Bert Smit            | Honda     | DNQ       |      |
| DNQ  | Kris Galatowicz      | Honda     | DNQ       |      |